# Jakobstor (Weimar)
Das Jakobstor in Weimar war die einzige Verbindung der Jakobsvorstadt mit der Altstadt. Es hatte wie die anderen Stadttore Weimars die Aufgabe, den Wegezoll einzunehmen. Es ist das nördliche Stadttor, dass sich am Ende der Jakobstraße befand. Das ist etwa am Haus Jakobstraße 18, wo sich das innere Jakobstor befand. Das äußere Jakobstor war etwa bei Jakobstraße 20.

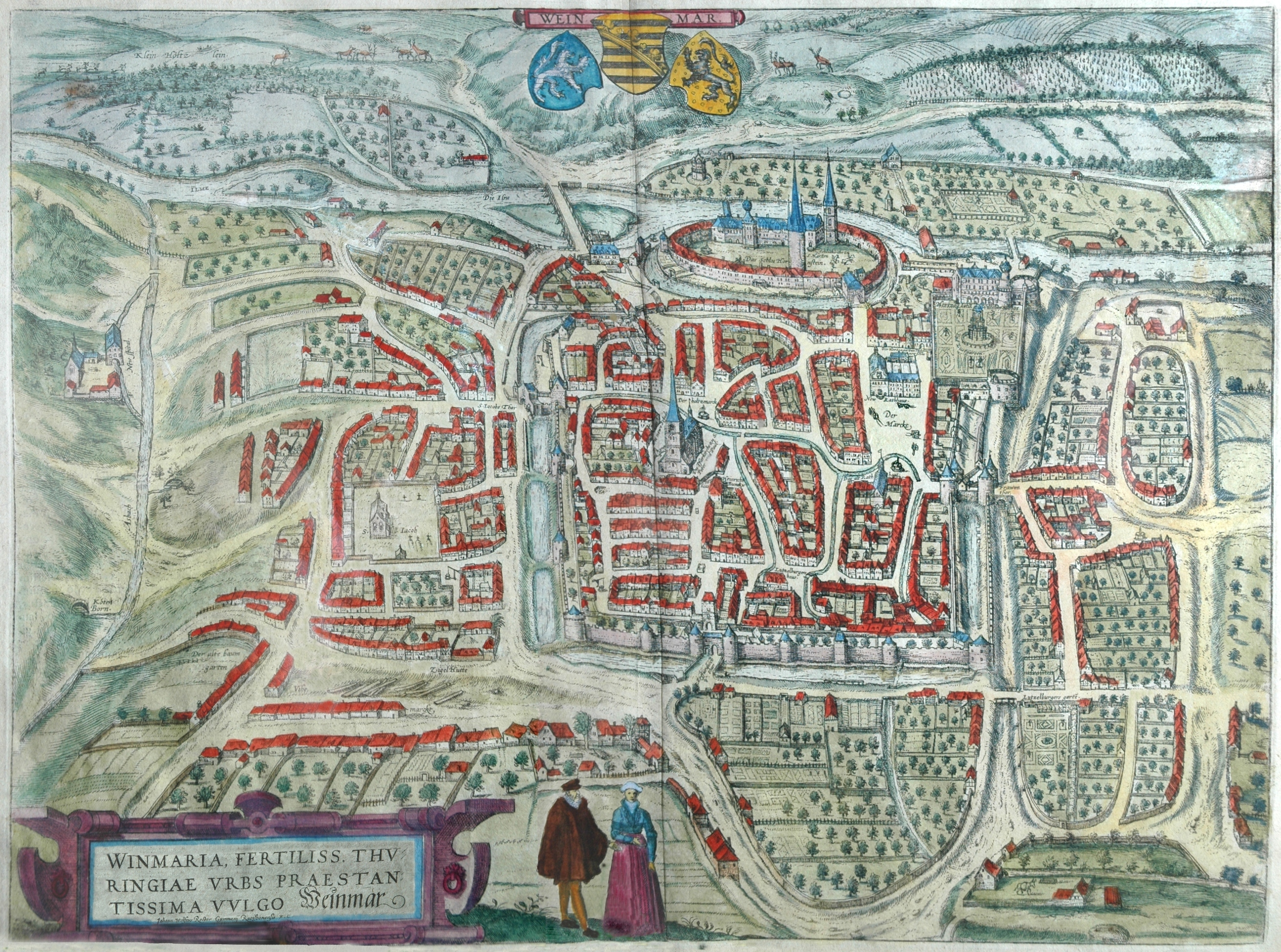
Stadtplan von Johannes Wolf 1569

## Geschichte
Reste des Jakobstores haben sich nicht erhalten, da bis auf Reste der Stadtbefestigung Weimars die Steine der einstigen Stadtmauer, die ab 1758 abgetragen wurde, für Baumaterial verwendet wurde. Auf dem ältesten Stadtplan Weimars von 1569, den Johannes Wolf schuf, ist auch das Jakobstor eingezeichnet. Dieser colorierte Stich wurde in das Städtebuch von Georg Braun und Frans Hogenberg: Beschreibung und Contrafactur der vornembsten Staet, Band 3, Köln 1581 aufgenommen.
Dieses ist die einzige bildliche Darstellung, welche eine Vorstellung über das Aussehen dieser Anlage vermittelt. Über den Graben führte eine Brücke, die die Jakobsvorstadt mit der Altstadt verband. Nach dem Stadtbrand 1299 und den vom 14. bis 16. Jahrhundert dauernden Wiederaufbau wurde auch die Stadtbefestigung erweitert. Das Jakobstor behielt seinen Standort bei. Bei Carl Gräbner wurde zwischen einem inneren und einem äußeren Jakobstor unterschieden. Verbunden waren beide über eine Brücke miteinander. Das innere Jakobstor wurde Trödelhaus genannt. Dieses wurde 1803 abgerissen. Aus seinen Steinen wurde das Landes-Industrie-Comptoir, also das Bertuchsche Haus errichtet. Dieses Tor hatte weniger Türme als die anderen Stadttore, dafür aber Teiche, die es „ungangbar machten“, wie der Weimarer Chronist Gräbner schrieb.
Am Jakobsplan, welches der außerhalb des mittelalterlichen Jakobstores gelegene Marktplatz der Jakobsvorstadt war, steht das Studentenwohnheim Jakobsplan 1, genannt auch „Langer Jakob“. Der Bau wurde 1972 feierlich eingeweiht. Am Jakobsplan befinden sich weitere unter Denkmalschutz stehende Altbauten.